# Zhmérinka
Zhmérinka (en ucraniano: Жмеринка) es una ciudad ucraniana perteneciente al óblast de Vínnitsia. Situada en el oeste del país, es el centro del raión de Zhmérinka y del municipio (hromada) homónimo.

## Geografía
Zhmérinka se ubica 34 km al suroeste de Vínnitsia y 234 km al suroeste de Kiev. La ciudad forma parte de región histórica de Podolia.

## Historia
Inicialmente había dos pueblos vecinos llamados Zmierzynki Wielkie ("Gran Zmierzynki") y Zmierzynki Małe ("Pequeño Zmierzynki"), ubicados administrativamente en el condado de Winnica en el voivodato de Brátslav en la provincia de la Pequeña Polonia del reino de Polonia.El primero era propiedad de la familia Potocki y el segundo de la familia Głowacki. Las aldeas fueron anexionadas por el Imperio ruso en la Segunda partición de Polonia (1793), y sus nombres fueron rusificados a Zhmérinka del polaco Zmierzynka.
En 1870 se construyó una estación de ferrocarril y el asentamiento comenzó a desarrollarse más rápidamente. En 1903 se le concedieron los derechos de ciudad, pero el primer alcalde, el polaco Karol Wroński, no fue nombrado hasta 1905.
Con la caída de la Rusia zarista durante la Primera Guerra Mundial, en 1917, la ciudad pasó a formar parte de la recién creada República Popular de Ucrania. Durante la guerra entre Polonia, Ucrania y la Rusia soviética, la ciudad fue capturada sucesivamente por los soviéticos en marzo de 1919, por los ucranianos en junio de 1919, por los soviéticos en enero de 1920, por los polacos en abril de 1920 y por los soviéticos en junio. 1920, pasando finalmente a formar parte de la Unión Soviética. La ciudad sufrió durante el Holodomor (1932-1933) perpetrado por los soviéticos.
Zhmérinka fue ocupada por el ejército rumano durante la Segunda Guerra Mundial desde el 17 de julio de 1941 hasta el 20 de marzo de 1944, siendo incorporada a la gobernación de Transnistria.

## Demografía
La evolución de la población de Zhmérinka entre 1923 y 2022 fue la siguiente:
| 16 615                                                        | 23 703 | 5050 | 36 195 | 6903 | 41 080 | 37 349 | 7457 | 7211 | 33 754 |
| (Fuente: Cities & Towns of Ukraine y UKRAINE: Größere Städte) |        |      |        |      |        |        |      |      |        |

Según el censo de 2001, la lengua materna de la mayoría de los habitantes, el 90,81%, es el ucraniano; y del 8,51%, el ruso.

## Personas destacadas
- Valeri Brezdeniuk (1963-2014): pintor ucraniano que se desempeñaba en la práctica de marmoleo de papel.
- Denís Fórov (1984): deportista armenio de origen ucraniano que compitió en lucha grecorromana, ganador de una medalla de plata en el Campeonato Europeo de Lucha de 2006

## Ciudades hermanadas
Zhmérinka está hermanada con las siguientes ciudades:
- Shaki, Azerbaiyán.
- Sędziszów Małopolski y Skarżysko-Kamienna, Polonia.